# ویکتور باراوال
ویکتور باراوال (انگلیسی: Victor Baravalle؛ ‏ ۲ نوامبر ۱۸۸۵ – ۱۱ مارس ۱۹۳۹) موسیقی‌دان، رهبر ارکستر و آهنگساز اهل پادشاهی ایتالیا بود.
از فیلم‌هایی که وی در آن‌ها نقش داشته‌است، می‌توان به سبکبار و بی‌خیال اشاره نمود.